# 克羅埃西亞王國 (1527年—1868年)
克羅埃西亞王國是哈布斯堡王朝在1527年至1868年期間存在的一個構成王國。克羅埃西亞王國是聖史蒂芬王冠領的一部分，首都是薩格勒布。現在克羅埃西亞的領土大致相當於克羅埃西亞王國和達爾馬提亞王國、斯拉沃尼亞王國構成了現在克羅埃西亞的主要國土。1868年，克羅埃西亞王國和斯拉沃尼亞王國統合，成為奧匈帝國 聖史蒂芬王冠領的自治王國克羅埃西亞-斯拉沃尼亞王國。